# Gabriele Just
Gabriele Just (* 28. September 1936 als Gabriele Ortlepp; † 26. Februar 2024) war eine deutsche Schachspielerin.
Sie gewann in den Jahren 1964, 1965 und 1972 die DDR-Meisterschaften der Frauen sowie 1996 und 2019 (in der Altersklasse 65+) die Frauenwertung der Offenen Deutschen Seniorenmeisterschaften. In den Spielzeiten 1991/92, 1992/93, 1993/94, 1994/95 und 1995/96 spielte sie für die Spielvereinigung Leipzig 1899 in der deutschen Schachbundesliga der Frauen. In der Saison 2014/15 war sie in dieser Spielklasse für die Schachgemeinschaft Leipzig gemeldet, kam aber nicht zum Einsatz. Ihre letzten Wettkampfpartien stammen aus der 2. Schach-Bundesliga der Frauen in der Saison 2022/23.
In den Jahren 1966, 1969 und 1972 nahm Gabriele Just mit der Frauenauswahl der DDR an den Schacholympiaden teil. Sie holte insgesamt 17,5 Punkte aus 27 Partien, am erfolgreichsten war sie 1966 in Oberhausen, als sie mit der Mannschaft den dritten Platz belegte und in der Einzelwertung der Reservespielerinnen den zweiten Platz erreichte.
Bei der zweiten Frauen-Weltmeisterschaft im Fernschach, die zwischen 1972 und 1977 ausgetragen wurde, belegte sie einen geteilten siebten Platz. Die erste Fernschach-Olympiade der Frauen von 1974 bis 1979 beendete sie mit der DDR-Mannschaft auf dem fünften Platz.

## Privates
Gabriele Just promovierte 1965 an der medizinischen Fakultät der Universität Leipzig und praktizierte in Leipzig als Ärztin. Ihre Tochter Anita Just gewann 1996 die Offene Deutsche Schachmeisterschaft der Frauen und spielt in der Frauen-Bundesliga. Sie besitzt den Titel einer FIDE-Meisterin der Frauen. Auch Gabriele Justs Ehemann Joachim und Sohn Wolfgang sind Schachspieler.